# Коні Де Вінтер
Ко́ні Де Ві́нтер (нід. Koni De Winter; нар. 12 червня 2002, Антверпен) — бельгійський футболіст, захисник італійського клубу «Мілан» і збірної Бельгії.

## Клубна кар'єра

### «Ювентус»
Почав займатися футболом в юнацьких командах клубів «Сіті Пайретс Антверпен», «Льєрс» і «Зюлте-Варегем». Влітку 2018 року став гравцем футбольної академії італійського клубу «Ювентус». Почав виступати в резервній команді, за яку дебютував 21 серпня 2021 року в матчі Кубка італійської Серії С проти клубу «Про Сесто». 20 жовтня у матчі Серії C з «Альбінолеффе» був вилучений з поля через 10 хвилин після появи на полі 27 жовтня забив свій перший гол у професіональній кар'єрі в матчі Серії C проти «П'яченци».
23 листопада 2021 року дебютував в основному складі «Ювентуса», вийшовши на заміну Хуану Куадрадо в матчі групового етапу Ліги чемпіонів УЄФА проти «Челсі». 8 грудня в поєдинку проти «Мальме» вперше вийшов в основі «Ювентуса», ставши наймолодшим (19 років і 179 днів) гравцем клубу, що вийшов з перших хвилин гри, але наприкінці зустрічі його замінив Маттіа Де Шильйо.
29 січня 2022 року в матчі із «Феральпісало» зазнав ушкодження — вивих лівого плеча. 6 березня повернувся на поле після травми в поєдинку проти «Про Сесто», відзначившись переможним голом. 9 липня 2022 року продовжив контракт з «Ювентусом» до 30 червня 2026 року.

#### Оренда в «Емполі»
10 липня 2022 року був відправлений в сезонну оренду до клубу Серії A «Емполі». 21 серпня дебютував за «Емполі» в матчі Серії А проти «Фіорентіни», замінивши Маттію Дестро. 14 квітня 2023 року в поєдинку Серії А проти «Кремонезе» зазнав травми й залишив поле на 40-й хвилині гри. У підсумку у нього було діагностоване пошкодження колатеральних зв'язок правого коліна, через яке пропустив залишок сезону 2022–23.

#### Оренда в «Дженоа»
11 серпня 2023 року перейшов на правах оренди в «Дженоа» з опцією подальшого викупу. 16 вересня дебютував за «Дженоа», вийшовши в стартовому складі в матчі Серії А проти «Наполі», і відзначився гольовою передачею. 3 лютого 2024 року в матчі чемпіонату проти «Емполі» отримав перше вилучення у професіональній кар'єрі.

### «Дженоа»
В травні 2024 року став гравцем «Дженоа», підписавши чотирирічний контракт з клубом, а сума трансферу становила 8 млн євро. 15 вересня 2024 року в матчі Серії А проти «Роми» забив свій перший гол за «Дженоа», принісши своїй команді нічию (1-1) у компенсований час.

### «Мілан»
13 серпня 2025 року перейшов у «Мілан», підписавши п'ятирічний контракт. Сума трансферу становила 20 млн євро, ще 3 млн євро передбачені у вигляді бонусів.

## Кар'єра в збірній
Виступав за збірні Бельгії до 15, до 16, до 18, до 19 і до 21 року. Влітку 2023 року брав участь у фінальній частині молодіжного чемпіонату Європи (до 21 року). На турнірі зіграв 3 матчі, а бельгійці не вийшли з групи, посівши останнє місце.
14 березня 2024 року вперше викликаний до збірної Бельгії головним тренером Доменіко Тедеско для участі в товариських матчах проти збірних Ірландії та Англії. 23 березня дебютував за збірну Бельгії, вийшовши в стартовому складі в поєдинку з Ірландією.

## Особисте життя
Народився у Бельгії у родині бельгійця і конголезки.

## Статистика виступів

### Клубна статистика
Станом на 25 травня 2025 
| Клуб              | Сезон             | Чемпіонат         | Чемпіонат | Чемпіонат | Кубок | Кубок | Єврокубки | Єврокубки | Інші  | Інші | Всього | Всього |
| Клуб              | Сезон             | Дивізіон          | Матчі     | Голи      | Матчі | Голи  | Матчі     | Голи      | Матчі | Голи | Матчі  | Голи   |
| ----------------- | ----------------- | ----------------- | --------- | --------- | ----- | ----- | --------- | --------- | ----- | ---- | ------ | ------ |
| Ювентус (до 23)   | 2021–22           | Серія C           | 22        | 2         | —     | —     | —         | —         | 9     | 0    | 31     | 2      |
| Ювентус           | 2021–22           | Серія А           | 0         | 0         | 0     | 0     | 2         | 0         | 0     | 0    | 2      | 0      |
| → Емполі          | 2022–23           | Серія А           | 14        | 0         | 0     | 0     | —         | —         | —     | —    | 14     | 0      |
| → Дженоа          | 2023–24           | Серія А           | 29        | 0         | 2     | 0     | —         | —         | —     | —    | 31     | 0      |
| Дженоа            | 2024–25           | Серія А           | 25        | 3         | 1     | 0     | —         | —         | —     | —    | 26     | 3      |
| Дженоа            | Всього            | Всього            | 54        | 3         | 3     | 0     | 0         | 0         | 0     | 0    | 57     | 3      |
| Мілан             | 2025–26           | Серія А           | 0         | 0         | 0     | 0     | 0         | 0         | 0     | 0    | 0      | 0      |
| Всього за кар'єру | Всього за кар'єру | Всього за кар'єру | 90        | 5         | 3     | 0     | 2         | 0         | 9     | 0    | 104    | 5      |

1. ↑  3 матчі в Кубку Італії Серії С, 6 матчів у плей-оф підвищення Серії С
2. ↑  Матчі в Лізі чемпіонів УЄФА

### Міжнародна статистика
Станом на 9 червня 2025 
| Збірна            | Сезон             | Товариські | Товариські | Офіційні | Офіційні | Всього | Всього |
| Збірна            | Сезон             | Матчі      | Голи       | Матчі    | Голи     | Матчі  | Голи   |
| ----------------- | ----------------- | ---------- | ---------- | -------- | -------- | ------ | ------ |
| Бельгія           |                   |            |            |          |          |        |        |
| 2024              | 1                 | 0          | 0          | 0        | 1        | 0      |        |
| 2025              | 0                 | 0          | 3          | 0        | 3        | 0      |        |
| Всього за кар'єру | Всього за кар'єру | 1          | 0          | 3        | 0        | 4      | 0      |

### Матчі за збірну
Станом на 9 червня 2025 
| Матчі Коні Де Вінтера за збірну Бельгії | Матчі Коні Де Вінтера за збірну Бельгії | Матчі Коні Де Вінтера за збірну Бельгії | Матчі Коні Де Вінтера за збірну Бельгії | Матчі Коні Де Вінтера за збірну Бельгії | Матчі Коні Де Вінтера за збірну Бельгії | Матчі Коні Де Вінтера за збірну Бельгії | Матчі Коні Де Вінтера за збірну Бельгії |
| №                                       | Дата                                    | Суперник                                | Рахунок                                 | Голи                                    | Картки                                  | Хвилини                                 | Змагання                                |
| --------------------------------------- | --------------------------------------- | --------------------------------------- | --------------------------------------- | --------------------------------------- | --------------------------------------- | --------------------------------------- | --------------------------------------- |
| 1                                       | 23 березня 2024                         | Ірландія                                | 0–0                                     |                                         |                                         | 64'                                     | Товариський матч                        |
| 2                                       | 20 березня 2025                         | Україна                                 | 1–3                                     |                                         |                                         | 80'                                     | Ліги націй УЄФА 2024–25 (плей-оф)       |
| 3                                       | 6 червня 2025                           | Північна Македонія                      | 1–1                                     |                                         |                                         | 33'                                     | Відбіркові матчі ЧС-2026                |
| 4                                       | 9 червня 2025                           | Уельс                                   | 4–3                                     |                                         |                                         | 74'                                     | Відбіркові матчі ЧС-2026                |

Всього: 4 матчі / 0 голів; 1 перемога, 2 нічиї, 1 поразка.